# Une autre vie est encore possible
Pour l’article homonyme, voir La Conférence des oiseaux.
Une autre vie est encore possible est une pièce de théâtre mise en scène par la réalisatrice, actrice et metteuse en scène burkinabè Augusta Palenfo.Cette pièce met en évidence la situation alarmante des personnes déplacées internes due à la crise sécuritaire que traverse le Burkina Faso depuis 2016.

## Synopsis
"Une autre vie est encore possible" est une pièce de théâtre qui suit le parcours de Balkissa, une jeune adolescente déplacée interne au nord du Burkina Faso. Orpheline de père, elle échappe de justesse à une attaque des terroristes qui assassinent sa mère et sa sœur. Balkissa se retrouve alors dans un camp de déplacées internes (Camps de réfugiés) et lutte pour sa survie. Elle exerce de petits emplois pour subvenir à ses besoins primordiaux. Malheureusement, elle est confrontée à l'exploitation, à la violence et à l'agression sexuelle, ce qui la pousse à sombrer dans la démence. La pièce met en lumière les difficultés et les injustices auxquelles sont confrontés les personnes déplacées internes, tout en appelant à la solidarité et à leur meilleure prise en charge.

## Fiche technique
- Texte et mise en scène : Augusta Palenfo
- Supervision mise en scène : Laure Guiré
- Interprétation : 
  - Ingrid Raissa Béthel Sanon
  - Wend-kuuni Olivia Ouédraogo
  - Nadia Isabelle Assiba Hounnou
- Scénographie : 
  - Balkissa Zerbo
  - Issa Ouédraogo
- Régie lumière/son : 
  - Rasmata Kouraogo
  - Mahamadi Gouem
- Durée : 80 minutes

## Les personnages
- Balkissa

## Production
La pièce est produite par l'Association Wéléni grâce au soutien du fonds de développement culturel et touristique qui appartient au ministère de la Culture burkinabè avec l’appui financier de l’Union Européenne. 

## Diffusion
- 2023 : Espace culturel Gambidi[5]
- 2024 : Carrefour international du théâtre de Ouagadougou